# 11 октомври
11 октомври е 284-тият ден в годината според григорианския календар (285-и през високосна). Остават 81 дни до края на годината.

## Събития
- 1531 г. – Швейцарският реформатор Улрих Цвингли загива в битка при Капел по време на втората война на религиозна основа между швейцарските протестантски и католически кантони.
- 1582 г. – Поради въвеждането на Григорианския календар този ден от тази година не съществува в Италия, Полша, Португалия и Испания.
- 1737 г. – Земетресение в Калкута (Индия) причинява смъртта на около 300 хиляди души.
- 1812 г. – Наполеонови войни: Френската армия на Наполеон Бонапарт се оттегля от Москва.
- 1881 г. – Американецът Дейвид Хюстън патентова първата фотолента.
- 1899 г. – В Южна Африка започва Втората бурска война.
- 1939 г. – Американския президент Франклин Рузвелт получава писмото на Алберт Айнщайн и други учени за възможността да бъде произведена атомна бомба.
- 1941 г. – Започва Комунистическата съпротива във Вардарска Македония.
- 1949 г. – Вилхелм Пик става първи (и последен) президент на ГДР.
- 1954 г. – Политическата и военна групировка на Хо Ши Мин Виетмин поема контрола над Северен Виетнам.
- 1958 г. – Програма Пионер: НАСА изстрелва лунната сонда Пионер 1, която пада обратно на Земята и изгаря.
- 1968 г. – Програма Аполо: НАСА изстрелва космическият апарат Аполо 7 – първата пилотирана мисия по програмата, с астронавтите Уоли Шира, Дон Айзъл и Уолтър Кънингам на борда.
- 1962 г. – Папа Йоан XXIII открива Вторият Ватикански събор, който е и последен за католическата църква и приключва през 1965 г., когато папа е Павел VI.
- 1984 г. – Самолетът „Ту-154B-1“, който изпълнява полет 3352 на „Аерофлот“ се блъска в превозни средства за поддръжка при кацане в Омск, Русия и убива 178 души в най-смъртоносния авиационен инцидент на руска територия.
- 1986 г. – Студената война: Американският президент Роналд Рейгън и съветският ръководител Михаил Горбачов се срещат в Рейкявик, Исландия, в опит да продължат разговорите за съкращаване на своите ракетни арсенали в Европа.
- 1994 г. – Апаратът на НАСА Магелан е разрушен от атмосферата на Венера след приключване на мисията си.

## Родени
- 1616 г. – Андреас Грифиус, немски поет и драматург († 1664 г.)
- 1825 г. – Конрад Фердинанд Майер, швейцарски писател († 1898 г.)
- 1859 г. – Божидар Прокич, сръбски историк († 1922 г.)
- 1859 г. – Иван Белинов, български политик († 1902 г.)
- 1865 г. – Йован Цвиич, сръбски географ и учен († 1927 г.)
- 1866 г. – Марко Вачков, основател на модерното пчеларство в България († 1936 г.)
- 1884 г. – Елинор Рузвелт, първа дама на САЩ (1933 – 1945) († 1962 г.)
- 1884 г. – Фридрих Бергиус, немски химик, Нобелов лауреат през 1931 г. († 1949 г.)
- 1885 г. – Франсоа Мориак, френски писател, Нобелов лауреат († 1970 г.)
- 1895 г. – Яков Готовац, хърватски композитор († 1982 г.)
- 1897 г. – Иван Мирчев, български поет († 1982 г.)
- 1908 г. – Богдан Овесянин, български писател († 1948 г.)
- 1920 г. – Николай Ирибаджаков, български философ († 2008 г.)
- 1928 г. – Йордан Матев, български актьор († 1968 г.)
- 1929 г. – Георги Арнаудов, български футболист († 2001 г.)
- 1934 г. – Хиндо Касимов, български актьор († 1986 г.)
- 1936 г. – Чарлс Фулъртън, американски астронавт († 2013 г.)
- 1937 г. – Боби Чарлтън, английски футболист († 2023 г.)
- 1943 г. – Джон Нетълс, английски актьор
- 1953 г. – Дейвид Морз, американски актьор
- 1954 г. – Воислав Шешел, сръбски политик
- 1956 г. – Алан Бърлинър, американски режисьор
- 1956 г. – Андрус Ансип, естонски политик
- 1959 г. – Григори Кайданов, американски шахматист
- 1961 г. – Атанас Хранов, български художник
- 1966 г. – Стефан Колев, български футболист
- 1966 г. – Кристоф Петерс, немски писател
- 1969 г. – Константейн Орански, принц на Оранж-Насау
- 1969 г. – Стивън Мойер, американски актьор
- 1973 г. – Такеши Канеширо, азиатски актьор
- 1974 г. – Джейми Томас, професионален скейтбордист
- 1975 г. – Лабина Митевска, актриса от Република Македония
- 1983 г. – Брадли Джеймс, английски актьор
- 1983 г. – Иван Белчев, български политик
- 1983 г. – Руслан Пономарьов, украински гросмайстор
- 1985 г. – Мишел Трактенбърг, американска актриса
- 1990 г. – Бориса Тютюнджиева, български модел и актриса
- 1992 г. – Карди Би, американска рапърка

## Починали
- 1300 г. – Чан Хънг Дао, виетнамски пълководец (* ок. 1226 – 1229 г.)
- 1303 г. – Бонифаций VIII, глава а Римокатолическата църква (* 1235 г.)
- 1347 г. – Лудвиг IV Баварски, император на Свещената Римска империя (* 1282 г.)
- 1424 г. – Ян Жижка, хусистки предводител (* 1360 г.)
- 1531 г. – Улрих Цвингли, швейцарски реформатор (* 1484 г.)
- 1542 г. – Томас Уаят, английски поет (* 1503 г.)
- 1670 г. – Луи Льо Во, френски архитект (* 1612 г.)
- 1705 г. – Гийом Амонтон, френски физик (* 1663 г.)
- 1779 г. – Кажимеж Пуласки, американски генерал (* 1745 г.)
- 1813 г. – Робърт Кер, шотландски писател (* 1755 г.)
- 1875 г. – Жан Батист Карпо, френски скулптор (* 1827 г.)
- 1889 г. – Джеймс Джаул, английски физик (* 1818 г.)
- 1896 г. – Антон Брукнер, австрийски композитор (* 1824 г.)
- 1940 г. – Вито Волтера, италиански математик (* 1860 г.)
- 1958 г. – Йоханес Р. Бехер, немски поет (* 1891 г.)
- 1963 г. – Жан Кокто, френски писател (* 1889)
- 1980 г. – Иван Стефанов, български икономист (* 1899 г.)
- 1988 г. – Атанас Стойков, български изкуствовед (* 1919 г.)
- 1995 г. – Борис Янакиев, български кинооператор (* 1929 г.)
- 1996 г. – Уилям Викри, американски икономист (* 1914 г.)
- 2007 г. – Шри Чинмой, индуистки духовен водач (* 1931 г.)
- 2008 г. – Йорг Хайдер, австрийски политик (* 1950 г.)
- 2024 г. – Кирил Маричков, български музикант (* 1944 г.)

## Празници
- Национален празник на Северна Македония